# HD155778
HD155778 — хімічно пекулярна зоря спектрального класу B8, що має видиму зоряну величину в смузі V приблизно  7,8.
Вона  розташована на відстані близько 1387,9 світлових років від Сонця.

## Пекулярний хімічний склад
Зоряна атмосфера HD155778 має підвищений вміст 
Si
.